# Горгон ЗПГ
Горгон ЗПГ – завод із зрідження природного газу, споруджений на північному заході Австралії в межах розвитку офшорних родовищ Горгон та Джанз-Іо (Jansz-Io).
Трубопровідна система Горгон/Джанз-Іо – Барроу подає видобутий газ на острів Барроу, на східному узбережжі якого розмістили наземні потужності проекту, що складаються із трьох технологічних ліній загальною потужністю 15,6 млн.т ЗПГ на рік (21,8 млрд.м3). Для зберігання основної продукції призначено два резервуари по 180000 м3, крім того, для вилученого під час попередньої підготовки газу конденсату споруджено чотири резервуари по 38000 м3.
Портове господарство включає пірс довжиною 2,1 км з двома причалами для газових танкерів. Ще один пірс такої ж довжини створено для причалу, через який надходять будівельні матеріали, обладнання та інші вантажі. В межах реалізації проекту в 2010 – 2011 роках провели днопоглиблювальні роботи загальним обсягом 6,7 млн м3, до яких залучили землесосні снаряди "Gateway" та "Cornelis Zanen", фрезерний земснаряд "Taurus" і ківшеві земснаряди "Baldur" та "Goomai". Під час спорудження хвилеламів використали 470 тисяч тонн скельних поряд, які доправляли на баржах з розташованої за 1500 кілометрів в районі Перту копальні. Для захисту кесонів провели укладання каміння за допомогою ківшевого земснаряду "FT3".
Окрім виробництва продукції для експорту, комплекс Горгон також постачає певну кількість блакитного палива для внутрішніх потреб через газопровід Барроу – Дампір-Банбері.
Особливістю проекту є захоронення вуглекислого газу, вилученого при підготовці продукції офшорних родовищ, у породах формації Dupuy на глибині 2 км під островами Барроу.
Енергетичні потреби комплексу обслуговує власна ТЕС Барроу-Айленд.
Перша лінія заводу розпочала роботу в березні 2016 року, друга у жовтні, третю, як очікується, введуть в експлуатацію у першій половині 2017-го. Запуск грандіозного проекту вартістю 54 млрд. доларів США (включаючи витрати на офшорні видобувні потужності) потребував певного часу на налагодження стабільної роботи. Зокрема, невдовзі після запуску обидві лінії зупиняли на тривале обслуговування. Як очікується, завод досягне проектної потужності протягом двох років.
Реалізацією проекту займається консорціум у складі американських Chevron (47,33%) та ExxonMobil (25%), Shell (25%), а також японських компаній-споживачів ЗПГ Osaka Gas (1,25%), Tokyo Gas (1%) та JERA (0,41%). 